# 79丁目駅 (BMTウェスト・エンド線)
79丁目駅（79ちょうめえき、英語: 79th Street）はニューヨーク市地下鉄BMTウェスト・エンド線の駅で、ブルックリン区ベンソンハーストの79丁目 - ニュー・ユトレヒト・アベニュー交差点にある。終日D系統が停車する。

## 駅構造
| P ホーム階 | 相対式ホーム、右側ドアが開く | 相対式ホーム、右側ドアが開く                                       |
| P ホーム階 | 北行緩行線                   | ← ノーウッド-205丁目駅行き（71丁目駅）                             |
| P ホーム階 | 混雑方向 急行線              | → 定期列車なし                                                     |
| P ホーム階 | 南行緩行線                   | → コニー・アイランド-スティルウェル・アベニュー駅行き（18番街駅）→ |
| P ホーム階 | 相対式ホーム、右側ドアが開く |                                                                    |
| M          | 改札階                       | 改札口、駅員詰所、メトロカード自動券売機                           |
| G          | 地上階                       | 出入口                                                             |

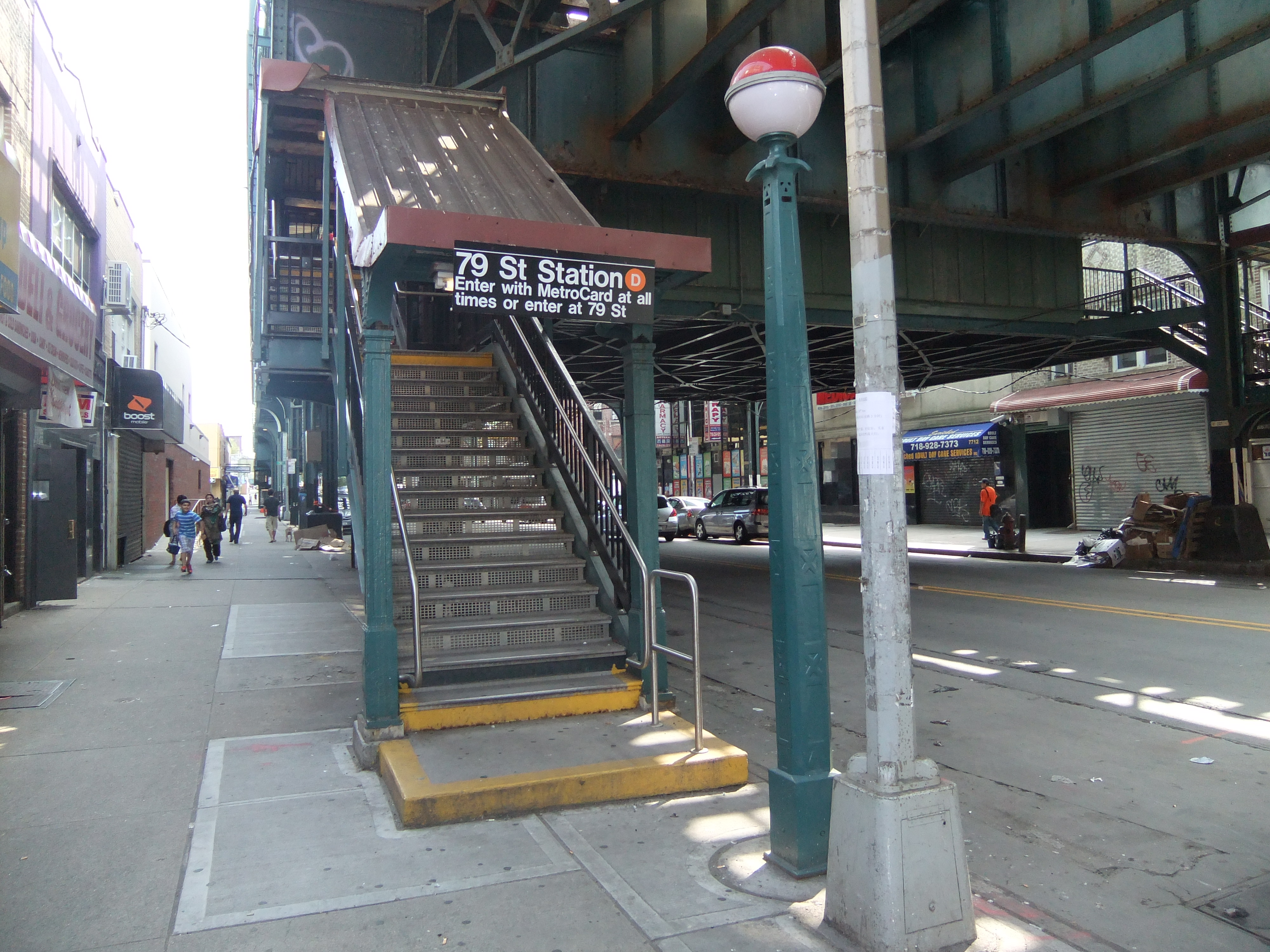
東側階段

79丁目駅は相対式ホーム2面3線の高架駅で、1916年9月15日に開業した。中央の急行線は普段使われていない。マンハッタン方面ホームには緑色のフレームと支柱で茶色の屋根がかけられており、全体がベージュの風防で囲まれている。コニー・アイランド方面ホームも同様だが風防は全体にはなく、ホーム両端には高い網フェンスが設けられている。駅名標はニューヨーク市地下鉄で標準的な黒地に白でレタリングを施したものである。
メトロポリタン・トランスポーテーション・オーソリティの 2005年-2009年投資計画には79丁目駅を含むウェスト・エンド線の駅の改装が盛り込まれていた。その後、2012年に2009年アメリカ復興・再投資法に基づく資金拠出を受けて駅の改装が行われた。

### 出入口
駅舎は線路およびホーム下に設けられた高架上にあり、改札が2か所設けられている。終日営業しているのは南側改札で、各ホームから階段で下ってくると待合所とホーム間連絡通路があり、自動改札機が並んでいる。改札の外にはトークン・ブースと通りに降りる階段があり、79丁目-ニュー・ユトレヒト・アベニュー交差点の北東角および北西角に降りることができる。
もう1か所の改札は北側にあり、駅員は配置されていない。各ホームからの階段は駅舎の外側を通っている。自動改札機は1台だけで、これを抜けると階段で77丁目-ニュー・ユトレヒト・アベニュー交差点の南東角および南西角に降りることができる。

## 外部リンク

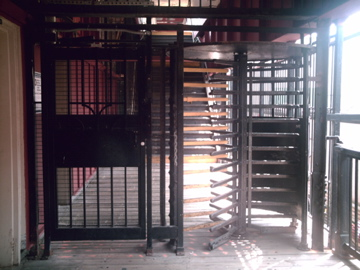
以前設置されていた出場専用自動改札機